# Teoría de la representación borrosa
La 'Teoría Intuicionista de la Memoria (en inglés, Fuzzy-Trace Theory) es una propuesta teórica de los psicólogos estadounidenses Valerie F. Reyna y Charles Brainerd para aplicar en los programas de intervención preventiva en adolescentes. A diferencia de lo que se expone en los programas tradicionales de este tipo, propone que no se pida a los jóvenes que sopesen de forma racional los riesgos y beneficios de sus conductas, sino que piensen de una forma menos lógica y más intuitiva.
La teoría comparte el presupuesto básico de las teorías de dualidad de procesos: las conclusiones sobre las situaciones planteadas se alcanzan a través de dos modos de razonamiento diferentes: verbatim y quid. El razonamiento verbatim equilibra los riesgos potenciales con las recompensas posibles; el razonamiento quid, por su parte, en vez de ser analítico como el anterior, resulta borroso, en el sentido de que es de tipo inconsciente y dependiente de la intuición (con la que se supone se accede mejor al quid de la cuestión); es, pues, un razonamiento que hace uso de las representaciones mentales que constituyen de forma colectiva la memoria de una persona.
En la Teoría Intuicionista de la Memoria se sugiere que el adolescente, al igual que el niño, privilegia el razonamiento verbatim sobre el quid, que predominaría en la edad adulta (idea que contradice lo que Piaget pensaba). 
Así, pues, ante una situación riesgosa, sugiere que el razonamiento quid, adulto, deliberará de forma radical a la hora de evitar los riesgos, cosa que se demoraría en un razonamiento verbatim. En este sentido, el insistir en el razonamiento intuitivo en vez de en el lógico ante situaciones problemáticas podría resultar útil en la prevención de imprudencias por parte de los adolescentes.

## Fuente bibliográfica
- Mojardín, H. A. (2008). ORIGEN Y MANIFESTACIONES DE LAS FALSAS MEMORIAS. Acta Colombiana de Psicología, 11(1), 37-43.
- Valerie F. Reyna y Frank Farley, "El cerebro adolescente", Mente y Cerebro, 26, 2007, págs. 56-63.

- Datos: Q1475711